# Most Lupu
Most Lupu (chin. upr. 卢浦大桥, chin. trad. 盧浦大橋, pinyin Lúpǔ Dàqiáo) – drugi co do wielkości most łukowy na świecie, znajdujący się w Szanghaju, w Chinach. Most Lupu przebiega nad rzeką Huangpu, łącząc ze sobą dwie dzielnice miasta: północną Luwan oraz południową Pudong. Nazwa mostu została zaczerpnięta od skrótów nazw tych dwóch dzielnic. Konstrukcja mostu wykonana została ze stali, w postaci 13,5 metrowych segmentów łączonych techniką spawalniczą, oraz za pomocą nitów. Główne przęsło mostu znajduje się około 46 metrów na powierzchnią wody, sprawiając że ruch nawet największych statków płynących do portu nie został zakłócony. W 2008 roku most został uhonorowany przez IABSE nagrodą dla Najlepszej Struktury Roku. Koszt budowy mostu wraz ze wszelkimi dojazdami szacuje się na około 2,5 mld ¥. Most został otwarty dla ruchu 28 czerwca 2003 roku.